# 大田市
大田市（おおだし）は、島根県のほぼ中央部にある市。石見地域の東部に位置する。浜田市、益田市とともに「石見三田」（いわみさんだ）とも呼ばれている。
大田市の地形は地理的・歴史的には出雲地域と石見地域の中継点としての性質を有しており、石見地域の中では特に出雲地域との繋がりが強い。

## 地理
日本海に面しており、中国山脈に接する。

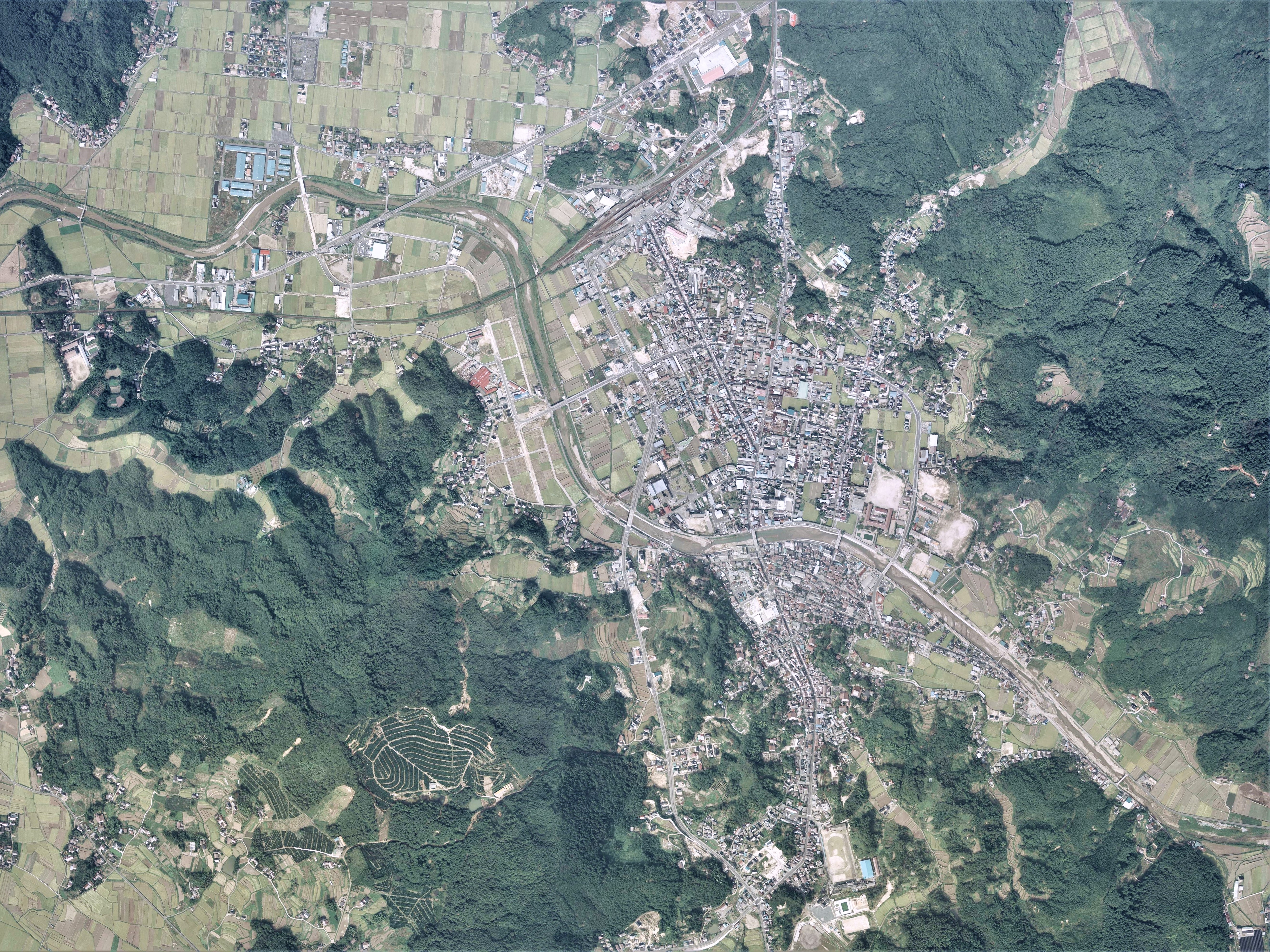
大田市中心部周辺の空中写真。
1976年10月7日撮影の6枚を合成作成。。

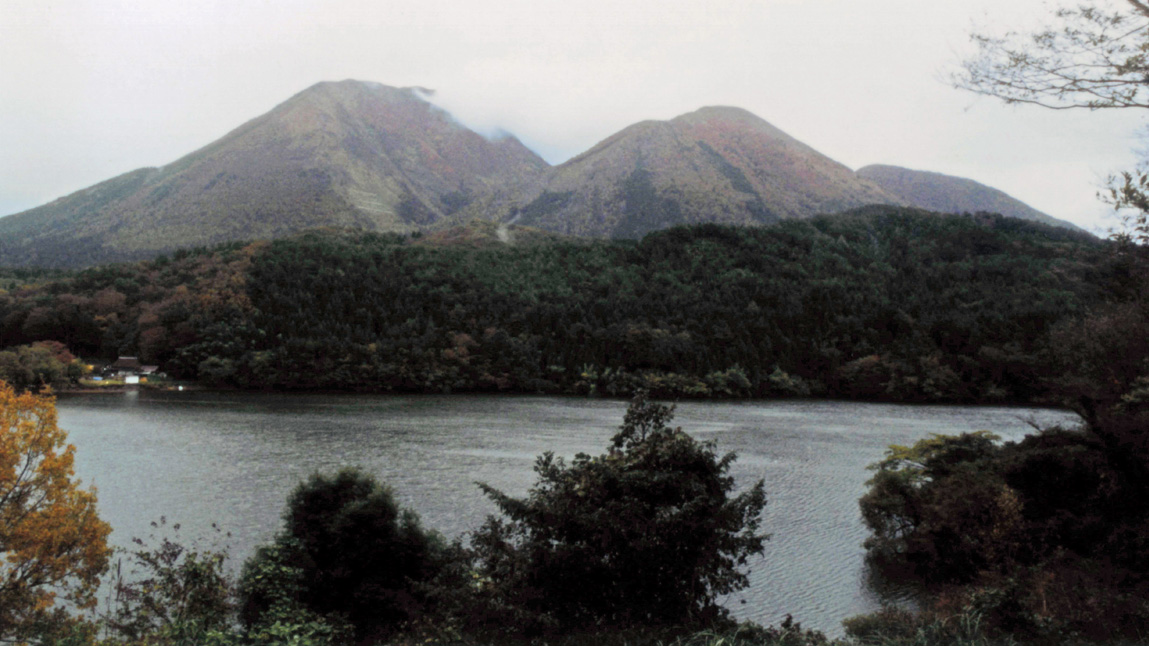
三瓶山と浮布池。

- 主な山岳：三瓶山（標高1126.2m）、大江高山（標高808m）、鶴降山（標高538.1m）、仙山（標高537.5m）
- 主な池沼：浮布池（三瓶町）、姫逃池（三瓶町）、室ノ内池（三瓶町）、上野池（大田町）、徳田池（富山町）
- 主な河川
  - 静間川水系　静間川、三瓶川、忍原川、銀山川
  - 江の川水系　祖式川
  - 神戸川水系　伊佐川
  - 潮川水系　潮川

### 地名
- 朝山町（朝倉、仙山）
- 五十猛町
- 大代町（大家、新屋）
- 大田町（大田、野城、吉永）
- 大森町
- 大屋町（大国、大屋、鬼村）
- 川合町（忍原、川合、吉永）
- 久手町（刺鹿、波根西）
- 久利町（市原、久利、佐摩、戸蔵、松代、行恒）
- 三瓶町（池田、上山、小屋原、志学、多根）
- 静間町
- 祖式町
- 富山町（神原、才坂、山中）
- 鳥井町（鳥井、鳥越）
- 長久町（稲用、土江、長久、延里）
- 仁摩町（天河内、大国、宅野、仁万、馬路）
- 波根町
- 水上町（荻原、白坏、福原、三久須）
- 山口町（佐津目、山口）
- 温泉津町（井田、今浦、太田、荻村、上村、小浜、西田、飯原、福田、福光、湯里、温泉津、吉浦）

### 気候
| 大田（1991年 - 2020年）の気候      | 大田（1991年 - 2020年）の気候 | 大田（1991年 - 2020年）の気候 | 大田（1991年 - 2020年）の気候 | 大田（1991年 - 2020年）の気候 | 大田（1991年 - 2020年）の気候 | 大田（1991年 - 2020年）の気候 | 大田（1991年 - 2020年）の気候 | 大田（1991年 - 2020年）の気候 | 大田（1991年 - 2020年）の気候 | 大田（1991年 - 2020年）の気候 | 大田（1991年 - 2020年）の気候 | 大田（1991年 - 2020年）の気候 | 大田（1991年 - 2020年）の気候 |
| 月                                 | 1月                           | 2月                           | 3月                           | 4月                           | 5月                           | 6月                           | 7月                           | 8月                           | 9月                           | 10月                          | 11月                          | 12月                          | 年                            |
| ---------------------------------- | ----------------------------- | ----------------------------- | ----------------------------- | ----------------------------- | ----------------------------- | ----------------------------- | ----------------------------- | ----------------------------- | ----------------------------- | ----------------------------- | ----------------------------- | ----------------------------- | ----------------------------- |
| 最高気温記録 °C （°F）             | 18.4 (65.1)                   | 23.2 (73.8)                   | 24.8 (76.6)                   | 30.6 (87.1)                   | 32.0 (89.6)                   | 35.1 (95.2)                   | 37.5 (99.5)                   | 39.2 (102.6)                  | 37.6 (99.7)                   | 32.7 (90.9)                   | 27.4 (81.3)                   | 22.8 (73)                     | 39.2 (102.6)                  |
| 平均最高気温 °C （°F）             | 8.8 (47.8)                    | 9.8 (49.6)                    | 13.4 (56.1)                   | 18.8 (65.8)                   | 23.7 (74.7)                   | 26.6 (79.9)                   | 30.3 (86.5)                   | 32.2 (90)                     | 27.9 (82.2)                   | 22.7 (72.9)                   | 16.9 (62.4)                   | 11.2 (52.2)                   | 20.2 (68.4)                   |
| 日平均気温 °C （°F）               | 5.0 (41)                      | 5.5 (41.9)                    | 8.3 (46.9)                    | 13.3 (55.9)                   | 18.0 (64.4)                   | 21.7 (71.1)                   | 25.8 (78.4)                   | 27.0 (80.6)                   | 22.7 (72.9)                   | 17.2 (63)                     | 12.1 (53.8)                   | 7.3 (45.1)                    | 15.3 (59.5)                   |
| 平均最低気温 °C （°F）             | 1.8 (35.2)                    | 1.6 (34.9)                    | 3.5 (38.3)                    | 7.8 (46)                      | 12.8 (55)                     | 17.5 (63.5)                   | 22.3 (72.1)                   | 23.1 (73.6)                   | 18.7 (65.7)                   | 12.7 (54.9)                   | 8.0 (46.4)                    | 3.9 (39)                      | 11.1 (52)                     |
| 最低気温記録 °C （°F）             | −5.8 (21.6)                   | −7.5 (18.5)                   | −2.8 (27)                     | −1.9 (28.6)                   | 3.0 (37.4)                    | 7.8 (46)                      | 11.6 (52.9)                   | 15.6 (60.1)                   | 7.0 (44.6)                    | 3.6 (38.5)                    | 0.6 (33.1)                    | −2.7 (27.1)                   | −7.5 (18.5)                   |
| 降水量 mm （inch）                 | 119.6 (4.709)                 | 104.0 (4.094)                 | 131.6 (5.181)                 | 125.3 (4.933)                 | 144.4 (5.685)                 | 193.1 (7.602)                 | 238.3 (9.382)                 | 144.8 (5.701)                 | 193.0 (7.598)                 | 113.9 (4.484)                 | 121.5 (4.783)                 | 141.1 (5.555)                 | 1,772.8 (69.795)              |
| 平均降水日数 （≥1.0 mm）           | 16.5                          | 13.4                          | 12.9                          | 10.1                          | 9.7                           | 11.2                          | 11.5                          | 9.5                           | 10.5                          | 9.7                           | 11.8                          | 15.7                          | 142.9                         |
| 平均月間日照時間                   | 63.6                          | 87.5                          | 147.6                         | 190.5                         | 212.4                         | 166.4                         | 179.3                         | 213.4                         | 164.6                         | 162.4                         | 114.5                         | 69.2                          | 1,767.3                       |
| 出典1：Japan Meteorological Agency |                               |                               |                               |                               |                               |                               |                               |                               |                               |                               |                               |                               |                               |
| 出典2：気象庁                      |                               |                               |                               |                               |                               |                               |                               |                               |                               |                               |                               |                               |                               |

### 隣接する自治体
- 出雲市
- 江津市
- 邑智郡：川本町、美郷町
- 飯石郡：飯南町

## 人口
| |                                        |  |
| 大田市と全国の年齢別人口分布（2005年） | 大田市の年齢・男女別人口分布（2005年） |  |
| ■紫色 ― 大田市 ■緑色 ― 日本全国 | ■青色 ― 男性 ■赤色 ― 女性              |  |
| 大田市（に相当する地域）の人口の推移 \| 1970年（昭和45年） \| 51,475人 \| \| \| 1975年（昭和50年） \| 49,433人 \| \| \| 1980年（昭和55年） \| 49,570人 \| \| \| 1985年（昭和60年） \| 49,277人 \| \| \| 1990年（平成2年） \| 47,291人 \| \| \| 1995年（平成7年） \| 44,953人 \| \| \| 2000年（平成12年） \| 42,573人 \| \| \| 2005年（平成17年） \| 40,703人 \| \| \| 2010年（平成22年） \| 37,996人 \| \| \| 2015年（平成27年） \| 35,166人 \| \| \| 2020年（令和2年） \| 32,846人 \| \| |                                        |  |
| 総務省統計局 国勢調査より |                                        |  |
| 1970年（昭和45年） | 51,475人                               |  |
| 1975年（昭和50年） | 49,433人                               |  |
| 1980年（昭和55年） | 49,570人                               |  |
| 1985年（昭和60年） | 49,277人                               |  |
| 1990年（平成2年） | 47,291人                               |  |
| 1995年（平成7年） | 44,953人                               |  |
| 2000年（平成12年） | 42,573人                               |  |
| 2005年（平成17年） | 40,703人                               |  |
| 2010年（平成22年） | 37,996人                               |  |
| 2015年（平成27年） | 35,166人                               |  |
| 2020年（令和2年） | 32,846人                               |  |

## 歴史
大田市の大半は、旧安濃郡と旧邇摩郡である。ただし、大田市祖式町、大代町新屋・大家（新屋地区、大家本郷地区、北佐木地区の一部）はかつての邑智郡、大田市山口町山口・佐津目は昔の出雲国（旧簸川郡）にあたる。

### 神話の地
大田市の東部にある三瓶山は、古くは「佐比売山」と呼ばれ『出雲国風土記』の国引き神話において、「火神岳」（大山）とともに島根半島を引き寄せて繋ぎ止めた杭であるという。

### 石見銀山
市域西部の大森は、戦国時代から江戸時代にかけて日本最大の銀山とされた石見銀山の地でもある。
1526年、大内氏の支援によって博多の豪商の神屋寿禎が開発に成功した。その後、大内氏やその後継である毛利氏と出雲の尼子氏の間で銀山争奪戦が繰り返された。江戸時代には幕府直轄領（天領）となり、石見銀山領が置かれた。江戸期にほぼ掘り尽し、1920年代には完全に閉山した。
2007年、「石見銀山遺跡とその文化的景観」として世界遺産に登録された。

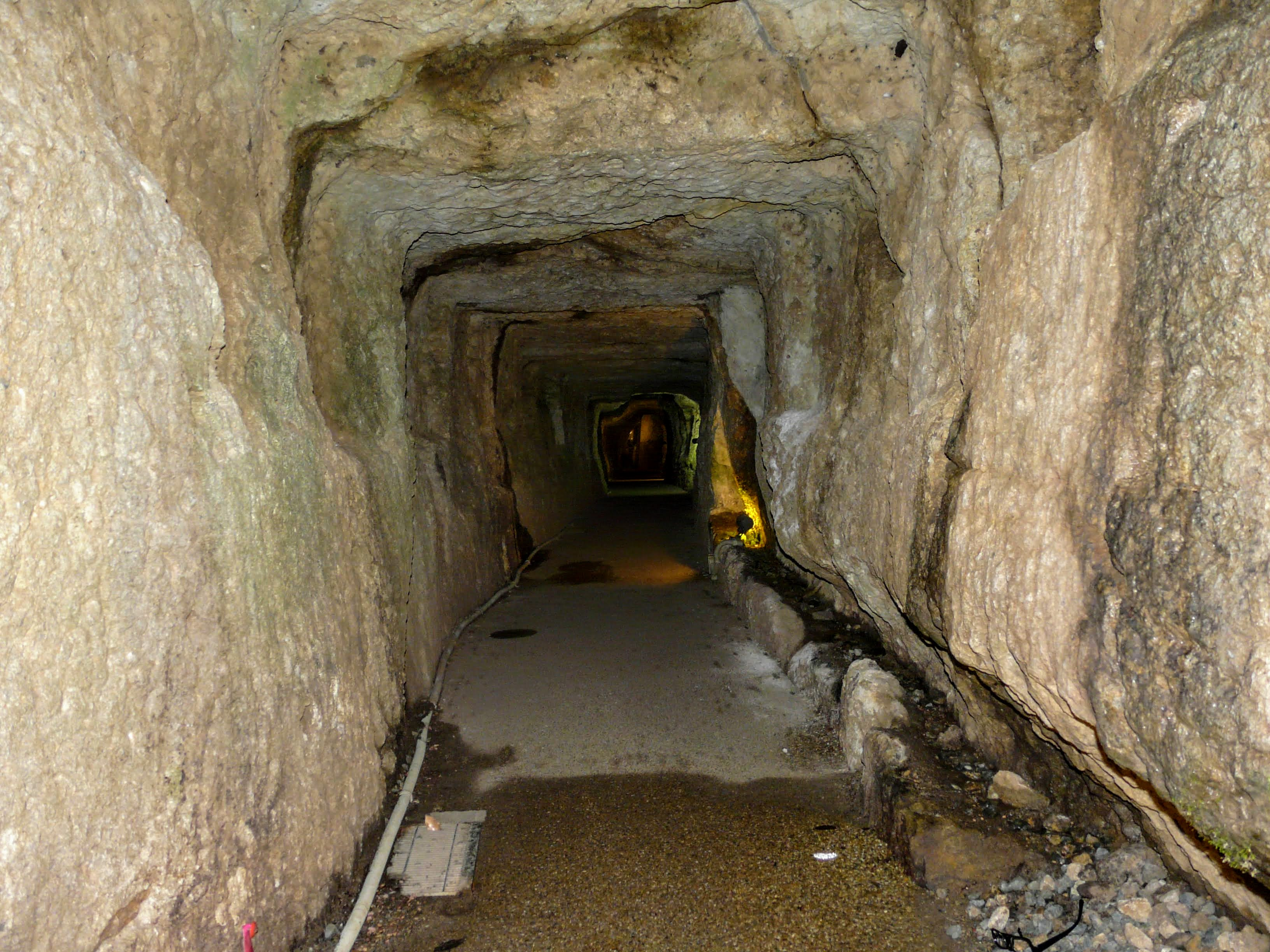
龍源寺間歩内部。
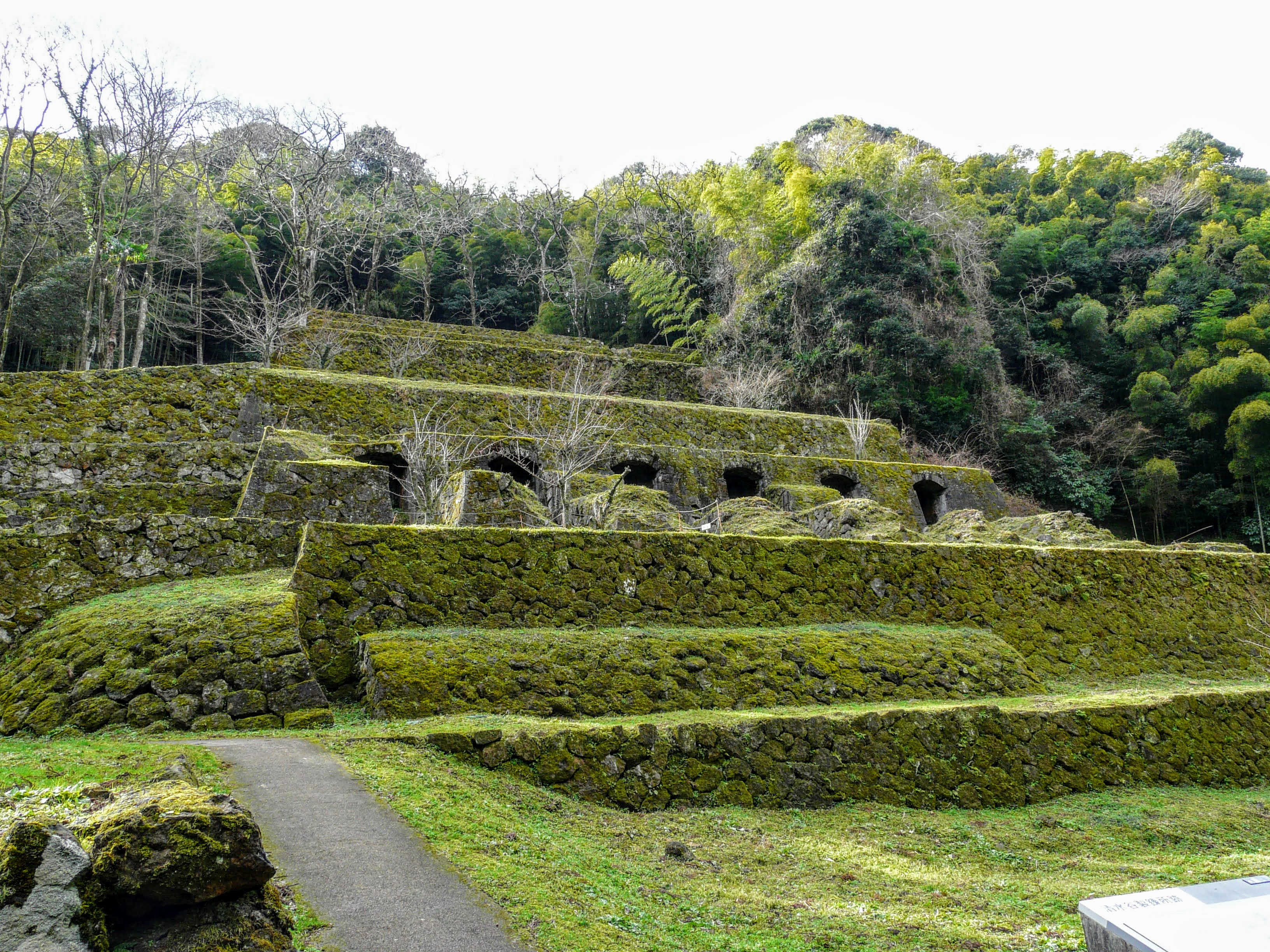
清水谷精錬所跡。

### 平成の大合併
2001年10月設置の大田市・邇摩郡合併問題合同研究会、2002年9月設置の大田市・温泉津町・仁摩町合併任意協議会を経て2003年1月に大田市・温泉津町・仁摩町合併協議会が設置され、合併特例法の期限であった2005年3月末までの合併を目指して協議を始めた。新市の名称については公募の後、協議会での投票により「石見銀山市」が最終候補となった。後は協議会で「石見銀山市」に決定するのみであったが大田市で反発があり、決定を先送りした。「大田市」を求める大田市議会と「石見銀山市」を求める温泉津町議会・仁摩町議会で対立し、1市2町の首長と議長による6者協議会に持ち込まれた。最終的に、新市の名称を「大田市」とし、石見銀山遺跡の世界遺産登録時に「石見銀山市」の是非について検討することで妥結した。新市名称をめぐる混乱により協議などが遅れ、当初の目標から遅れて2005年10月1日に合併が実現した。また市名を再検討する条件から市章は当面新たに制定せず、暫定的に旧大田市章を使うこととした。
2007年7月の石見銀山遺跡の世界遺産登録後、9月に市名問題検討特別委員会を設置し市内の団体の代表からの意見聴取などを行った。意見聴取では、変更には経費がかかることや市名が定着していることなどを理由に24人中19人が変更に否定的であった。特別委員会、市議会を経て2008年1月に市名を変更しないと決めた。なお、市章については旧大田市章を引き続き使用することを確定した。

### 年表
- 1963年（昭和38年）4月10日 - 三瓶山が大山隠岐国立公園に編入される。
- 1991年（平成3年）
  - 3月3日 - 仁摩サンドミュージアムが開館。
  - 10月19日 - 島根県立三瓶自然館サヒメルが開館。
- 2007年（平成19年）7月2日 「石見銀山とその文化的景観」が世界遺産に登録される。
- 2018年（平成30年）4月9日 島根県西部地震により1,000軒以上の建物が被害を受けた[13]。

### 行政区画の変遷
- 1954年（昭和29年）1月1日 - 安濃郡大田町・久手町・川合村・鳥井村・長久村・波根東村・邇摩郡久利村・静間村が合併して大田市が発足した。島根県下で5番目の市制施行となった。
- 1954年（昭和29年）4月1日 - 安濃郡朝山村・佐比売村・簸川郡山口村および安濃郡富山村の一部（大字山中・才坂地および神原の一部）を編入。これに伴い、安濃郡は消滅。
- 1956年（昭和31年）9月30日 - 邇摩郡大森町・五十猛村・大屋村および邑智郡祖式村の一部（大字祖式）を編入。
- 1957年（昭和32年）12月31日 - 邑智郡川本町の一部（大字新屋・大家本郷）を編入。
- 1958年（昭和33年）11月1日 - 邑智郡川本町の一部（大字北佐木の一部）を編入。
- 2005年（平成17年）10月1日 - 邇摩郡温泉津町・仁摩町と合併し、改めて大田市（第2次）が発足。これに伴い、邇摩郡は消滅。

## 行政・議会

### 市長
- 楫野弘和（2期目）
- 任期：2025年10月29日

1953年に成立した大田市の歴代の市長は以下の通り。
- 田原孝二老（1953年1月25日 - 1969年2月24日）
- 林恒孝（1969年4月11日 - 1985年4月10日）
- 石田良三（1985年4月11日 - 1989年4月10日）
- 熊谷國彦（1989年 - 2005年）

2005年に成立した大田市の歴代の市長は以下の通り。
| 代   | 氏名     | 就任年月日     | 退任年月日     | 備考                       |
| ---- | -------- | -------------- | -------------- | -------------------------- |
|      | 熊谷國彦 | 2005年10月1日  | 2005年10月30日 | 市長職務執行者。旧大田市長 |
| 初-3 | 竹腰創一 | 2005年10月30日 | 2017年10月29日 |                            |
| 4-5  | 楫野弘和 | 2017年10月30日 |                |                            |

### 市議会
- 定数：18人
- 任期：2026年4月10日

## 公共機関

### 警察機関
- 島根県警察大田警察署
  - 温泉津広域交番

### 消防機関
- 大田市消防本部
  - 三瓶出張所
  - 西部消防署

### 医療機関
- 大田市立病院
- 大田市国民健康保険仁摩診療所
- 石東病院

## 政府所管法人

### 国立研究開発法人
- 農業・食品産業技術総合研究機構（農研機構）管理本部（西日本管理部大田事業場）[14]
- 農研機構西日本農業研究センター大田研究拠点

## 文化施設

### 体育館
- 大田総合体育館
- 温泉津総合体育館

### 図書館
- 大田市立大田市中央図書館
- 大田市立仁摩図書館
- 大田市立温泉津図書館

## 姉妹都市・提携都市
- 笠岡市 （岡山県） - 江戸時代中期の代官、井戸平左衛門正明公が大田、笠岡の両地方を兼務していた縁から1990年に友好都市縁組を締結。
- 大田広域市（대전 Daejeon テジョン） （韓国） - 1987年に姉妹都市縁組締結。

## 教育

### 小学校
- 大田市立大田小学校
- 大田市立長久小学校
- 大田市立五十猛小学校
- 大田市立静間小学校
- 大田市立鳥井小学校
- 大田市立久手小学校
- 大田市立朝波小学校
- 大田市立北三瓶小学校
- 大田市立志学小学校
- 大田市立川合小学校
- 大田市立久屋小学校
- 大田市立大森小学校
- 大田市立高山小学校
- 大田市立温泉津小学校
- 大田市立仁摩小学校

### 中学校
- 大田市立第一中学校
- 大田市立第二中学校
- 大田市立第三中学校
- 大田市立大田西中学校（旧・仁摩中学校と旧・温泉津中学校が対等合併。）
- 大田市立北三瓶中学校
- 大田市立志学中学校

### 高等学校
- 島根県立大田高等学校
- 島根県立邇摩高等学校

### 大学
- 島根大学生物資源科学部附属生物資源教育研究センター森林科学部門三瓶演習林

### 学校教育以外の施設
- 島根県立農林大学校 - 農業者研修教育施設
- 国立三瓶青少年交流の家 - 青少年用教育・研修施設

## 産業
大田市の主要産業として農業、畜産業、水産業（漁業、水産加工業）、瓦製造業（石州瓦）、観光業などがある。

### 農業
- 島根県農業協同組合（JAしまね）

### 漁業
- 久手漁港
- 波根東漁港
- 柳瀬漁港
- 鳥井漁港
- 和江漁港
- 五十猛漁港
- 仁万漁港
- 友漁港
- 湯里漁港
- 日祖漁港
- 温泉津漁港
- 湯戸漁港
- 今浦（福浦）漁港

### 工業
- 帝人コードレ島根工場
- 出雲村田製作所イワミ工場（2020年4月までイワミ村田製作所）
- 中村ブレイス

### 商業

#### 商業施設
大型店
- イオンタウン大田（イオン大田店）

スーパーマーケット
- グッディー
- みしまや

ディスカウントストア
- スーパーセンタートライアル
- ダイレックス

家電量販店
- エディオン
- ヤマダ電機

ホームセンター
- いない
- ジュンテンドー
- ナフコ

ドラッグストア
- ドラッグストアウェルネス
- ドラッグストアコスモス

コンビニエンスストア
- ローソン

その他
- 西松屋チェーン
- しまむら
- エフワン
- セカンドストリート
- ケンタッキーフライドチキン
- すき家
- イエローハット
- 焼肉屋さかい
- シャトレーゼ
- かまどや
- ジョイフル
- ガスト
- 大阪王将

### 本社を置く主要企業
- 石見銀山生活文化研究所（群言堂）

### 金融機関
- 山陰合同銀行大田支店
- 島根銀行大田支店
- 島根中央信用金庫大田営業部
- 中国労働金庫大田支店

## 交通

### 鉄道
西日本旅客鉄道（JR西日本）
- 山陰本線
  - （松江・出雲市方面） - 波根駅 - 久手駅 - 大田市駅 - 静間駅 - 五十猛駅 - 仁万駅 - 馬路駅 - 湯里駅 - 温泉津駅 - 石見福光駅 - （江津・益田方面）
- 中心となる駅：大田市駅
  - 特急スーパーおき（米子・松江方面 - 大田市駅 - 益田・新山口方面）、スーパーまつかぜ（鳥取・松江方面 - 大田市駅 - 浜田・益田方面）の全列車が大田市駅に停車し、一部の特急列車が温泉津駅と仁万駅に停車する。

### バス

#### 路線バス

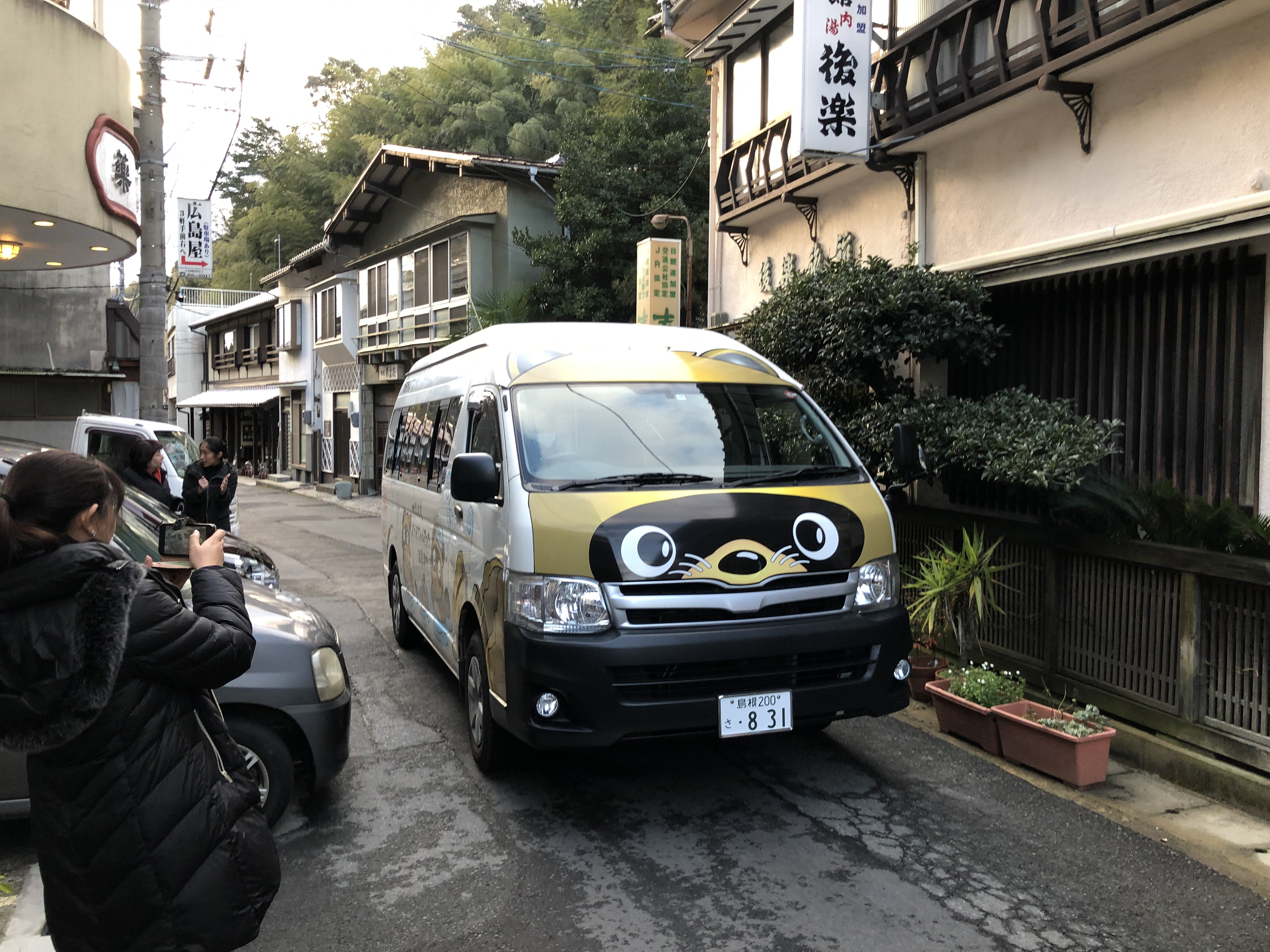
大田市生活バス温泉津線。タヌキをモチーフにしている。

- 石見交通
- 大田市生活バス
- 出雲市生活バス

#### 高速バス
- 石見銀山号（石見交通・イワミツアー） : 大田市 - 石見銀山 - 川本町 - 邑南町 - 広島市方面

### 道路

#### 自動車専用道路
- E9 山陰自動車道
  - （出雲市 出雲多伎IC方面） - (34)大田朝山IC - (35)大田中央・三瓶山IC - (36)大田静間IC - (37)仁摩・石見銀山IC - (38)湯里IC - (39)温泉津IC - (40)石見福光IC - （国道9号 江津市方面）

#### 国道
- 国道9号（出雲市方面 - 大田市 - 江津市方面）
- 国道375号（三次市・美郷町方面 - 大田市）

#### 県道

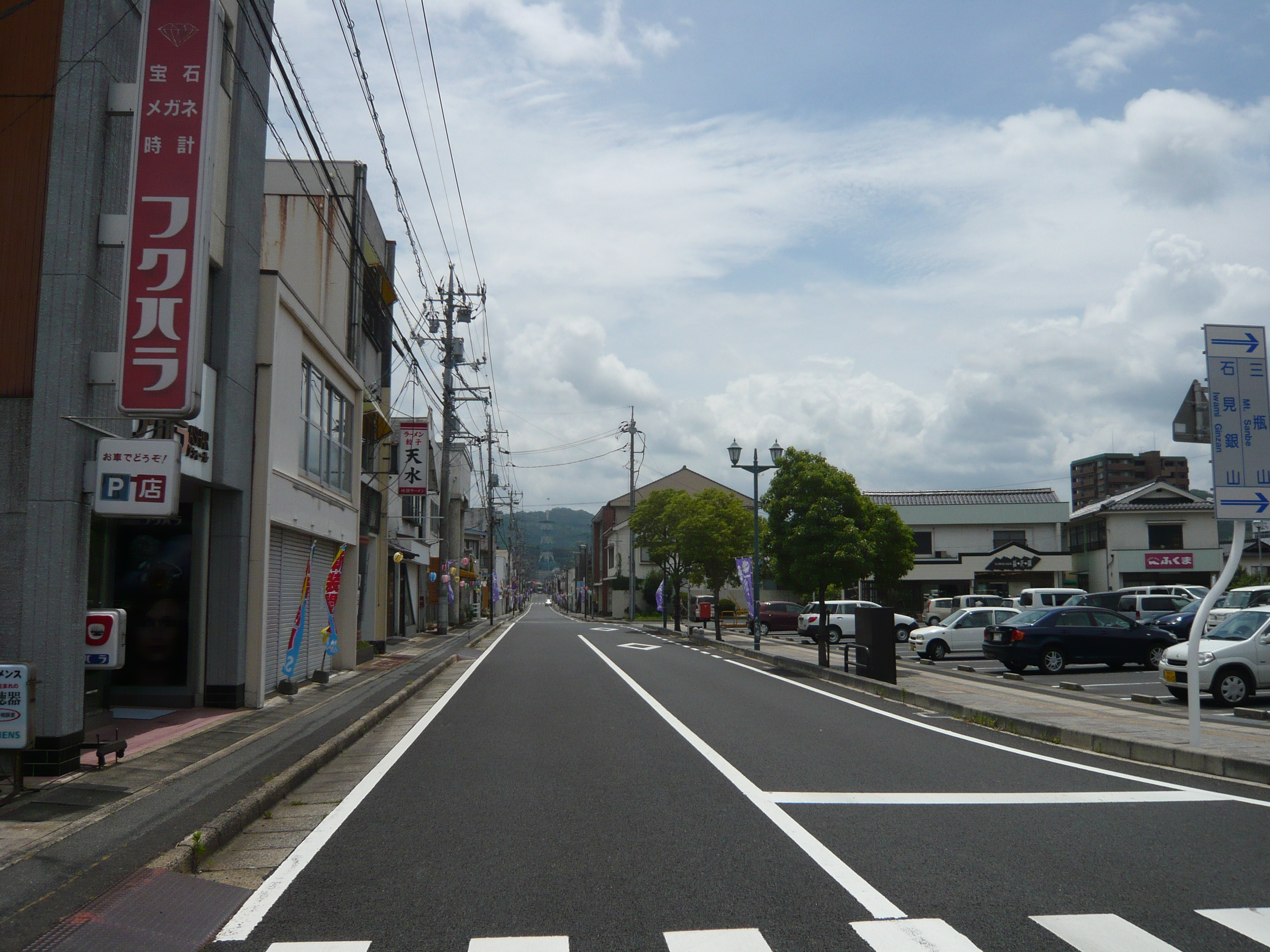
島根県道30号三瓶山公園線。

- 島根県道30号三瓶山公園線
- 島根県道31号仁摩邑南線
- 島根県道46号大田桜江線
- 島根県道56号大田佐田線
- 島根県道174号和江港大田市停車場線
- 島根県道177号大田井田江津線
- 島根県道186号美郷大森線
- 島根県道187号川本大家線
- 島根県道200号仁万停車場線
- 島根県道201号湯里停車場祖式線
- 島根県道202号温泉津停車場線
- 島根県道203号石見福光停車場線
- 島根県道233号久手港線
- 島根県道234号五十猛港線
- 島根県道235号仁万港線
- 島根県道236号温泉津港線
- 島根県道281号窪田山口線
- 島根県道284号田儀山中大田線
- 島根県道285号波根久手線
- 島根県道286号池田久手停車場線
- 島根県道287号静間久手停車場線
- 島根県道288号瓜坂川合線
- 島根県道289号久利五十猛停車場線
- 島根県道290号大国馬路停車場線
- 島根県道321号久利静間線

#### 道の駅
- ごいせ仁摩（島根県道31号仁摩邑南線 / 山陰自動車道 仁摩・石見銀山IC）
- ロード銀山（国道9号）

## 観光

### 名所・旧跡・景勝地
- 世界遺産『石見銀山遺跡とその文化的景観』
  - 石見銀山（国の史跡）
  - 大森代官所跡（国の史跡）
  - 大森銀山（重要伝統的建造物群保存地区）
  - 羅漢寺五百羅漢（国の史跡）
  - 佐毘売山神社
  - 温泉津（重要伝統的建造物群保存地区）
  - 石見銀山世界遺産センター
- 山吹城（国の史跡）
- 三瓶小豆原埋没林公園（三瓶町）
- 中国自然歩道
- 静之窟（静間町）
- 龍巌のノウゼンカズラ（仁摩町大国）
- 琴ヶ浜 - 仁摩町馬路にある鳴り砂の海岸
- 波根西の珪化木
- 清滝 - 久手町刺鹿の江谷川上流にある滝

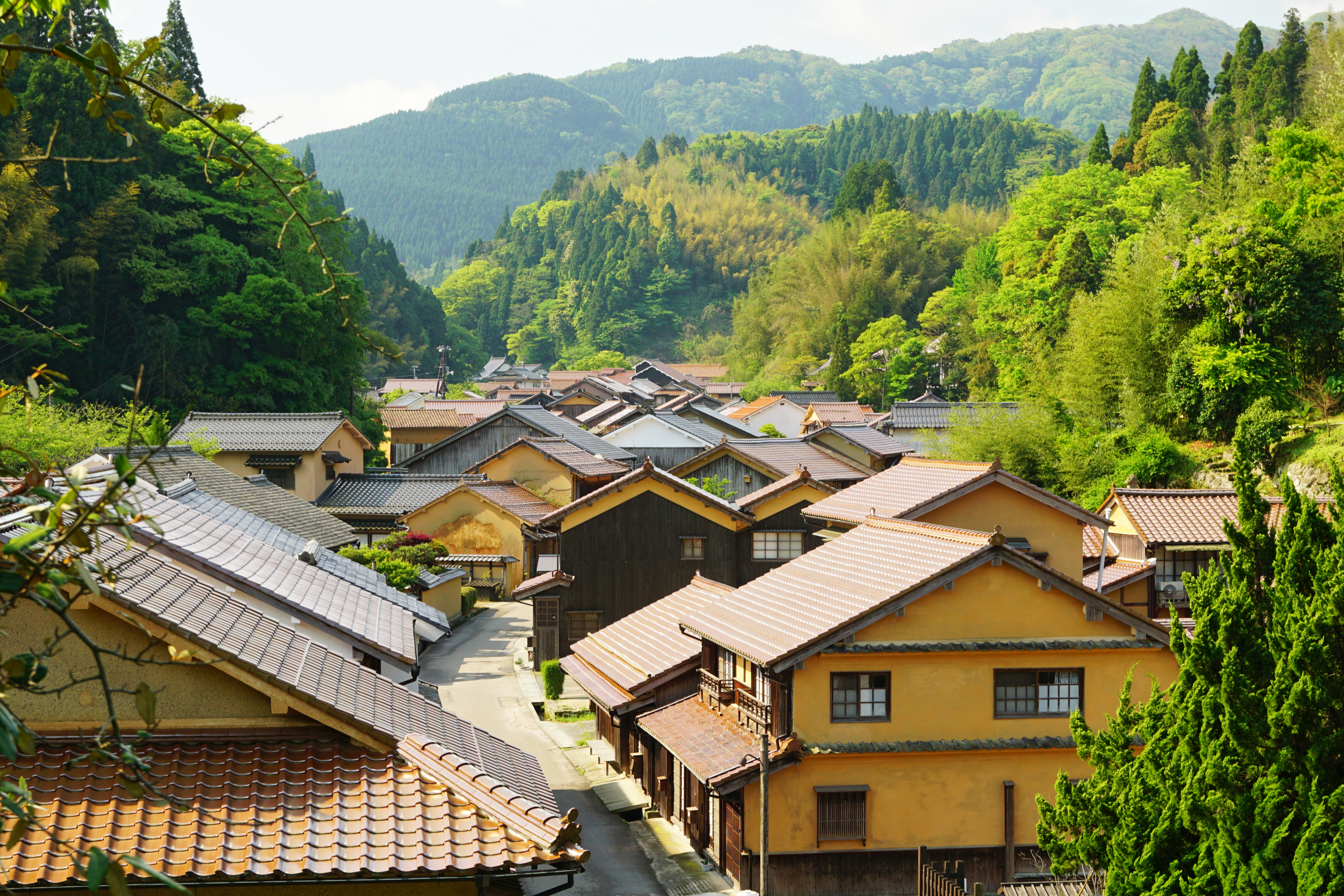
大森地区。

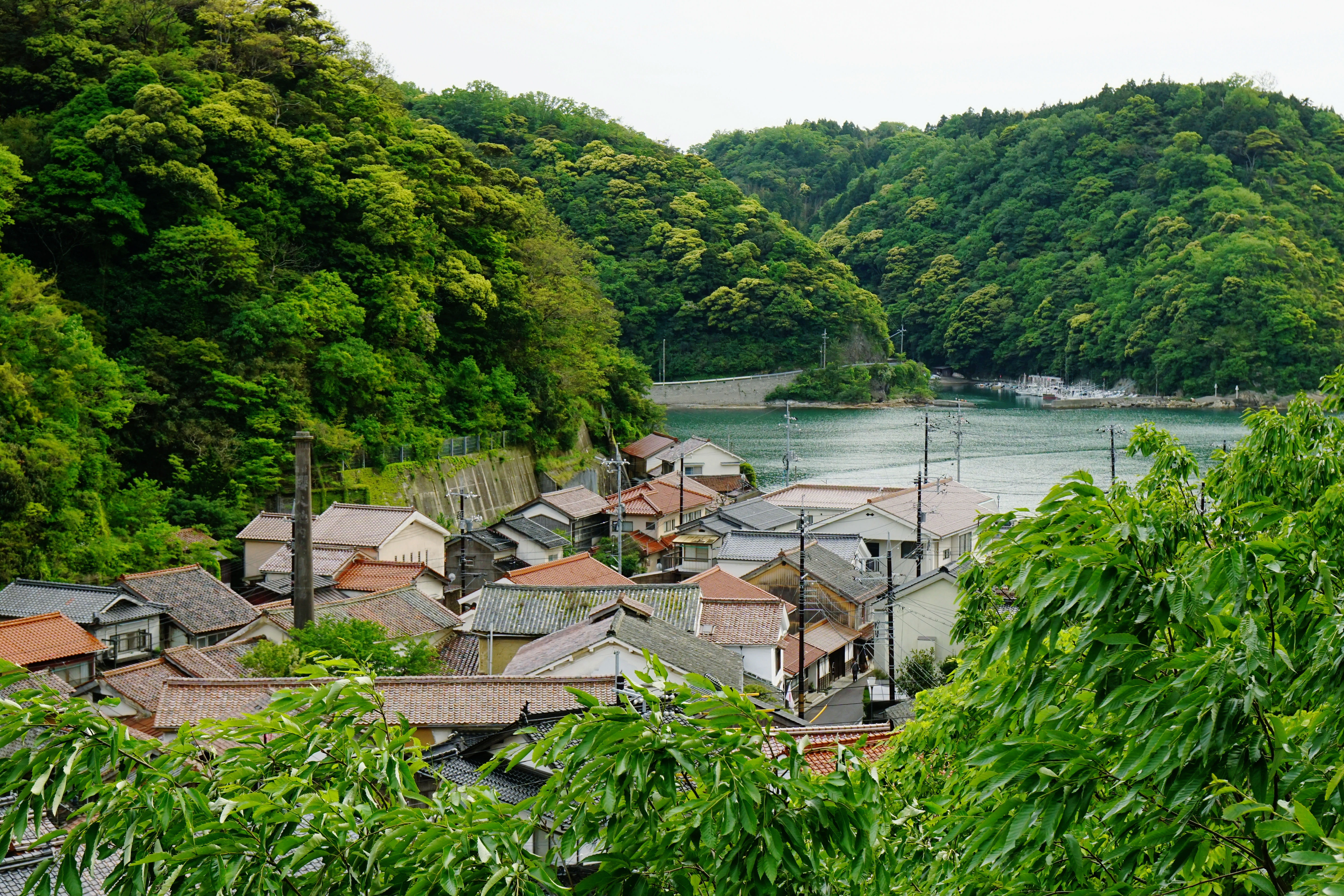
温泉津。

- 掛戸松島 - 久手町刺鹿にある一本松の立つ奇岩
- 櫛島
- 鬼岩 - 大屋町鬼村に位置する高さ約15m、幅が約15mの全体が突出した岩体。側面にタフォニが5つ並んでいることから、鬼がつかんで運んできて積み上げたという伝説がある。
- 城上神社相生の松 - 恋愛成就に効果があるといわれる。

### 博物館・資料館
- 石見銀山資料館
- 石見銀山世界遺産センター
- 仁摩サンドミュージアム
- 島根県立三瓶自然館サヒメル
- 三瓶小豆原埋没林公園
- 三瓶木工館
- やきものの里やきもの館

### 寺社
- 物部神社 - 石見国一宮
- 喜多八幡宮
- 南八幡宮
- 清水寺
- 羅漢寺
- 佐毘売山神社
- 大元神社
- 大年神社
- 佐比賣山神社（日本遺産『石見の火山が伝える悠久の歴史』「佐比賣山神社と多根神楽」）
- 山辺八代姫命神社
- 大屋姫命神社
- 金毘羅神社
- 大国主神社
- 五十猛神社
- 韓神新羅神社
- 韓島神社
- 静間神社
- 城上神社
- 白石神社
- 霹靂神社
- 刺鹿神社

### 温泉・温泉施設
- 三瓶温泉
- 池田ラジウム鉱泉
- 小屋原温泉
- 温泉津温泉
- 温迫温泉

### 名水
- 三瓶山の湧水群

### 祭事・催事
- 天領さん（毎年8月上旬）
- おおだ彼岸市（毎年春分の日・秋分の日）
- にまごいせ祭
- ゆのつ温泉夏祭り
- 隆慶祭
- 三瓶高原クロスカントリー大会
- 五十猛海と山のふれあい祭
- 石見銀山陶器まつり
- てくてく市
- しずま菜の花まつり
- とんど&凧あげまつり

### コンサート・コンベンション施設
- 大田市民会館
- 島根県立男女共同参画センター あすてらす

### 名物・特産品
- 三瓶そば
- へかやき
- 箱寿司
- げたのは
- 浮布
- 天領米
- 大穴子
- さば塩辛
- 甘鯛の一夜干
- わさび漬け
- すまき蒲鉾
- 梅のしそ巻き
- 三瓶バーガー
- 御勘弁味噌
- 御勘弁飯
- 無名院弁当
- 地酒 - 純米吟醸「石見銀山」、開春「西田」、大吟醸鳴り「砂の里」、純米大吟醸「三瓶山」
- 芋焼酎「石見銀山」
- 銀細工
- 温泉津焼
- 温泉津ガラス
- 石見銀山小姫窯
- 道尋窯
- 延里窯
- 魔除け飾り面

## 伝統芸能
- 石見神楽
  - 大屋神楽社中
  - 土江子ども神楽団
- シッカク踊り
- 小笠原流田植囃子
- 高野聖

## 大田市を舞台とした作品
- 映画『男はつらいよ 寅次郎恋やつれ』（1974年・山田洋次監督）
渥美清・吉永小百合・高田敏江　昭和49年8月公開（温泉津町と津和野町が舞台。）
- 小説『数の風景』（1986年・松本清張原作）
  - ドラマ『数の風景』（1991年・テレビ朝日）
大田市駅から内陸へ石見銀山をたどり、南山鉱泉の一軒宿「坂下旅館（現在は廃業）」がロケに使われた。
- 映画『アイ・ラヴ・ピース』（2003年・大澤豊監督）
- コミックス『砂時計』（2003 - 2006年・芦原妃名子原作）
  - ドラマ『砂時計』（2007年・TBS愛の劇場）
波根駅、仁摩サンドミュージアム、琴ヶ浜海岸、大森町でロケが行われた[15]。
  - 映画『砂時計』（2008年・佐藤信介監督）
- 映画『天然コケッコー』（2007年・くらもちふさこ原作・山下敦弘監督）
原作漫画の舞台のモデルは浜田市であるが、映画において「馬路駅」が「木村駅」のロケ地となった。
- 観光PR動画「行こうや！大田市」フニクリ・フニクラ大田市版（日本語・英語字幕）
YouTube大田市チャンネルに掲載されている。石見銀山や大田市の見どころとグルメを、オペラユニットのTHE LEGEND歌唱と市民の出演で制作された。
- クトゥルフ神話TRPG「佐比売党」[16]。
クトゥルフ神話TRPGに登場するカルト組織「佐比売党」の一派閥「石見派」の活動拠点として大田市が、結成場所として石見銀山がそれぞれ記載されている。
- 小説『しろがねの葉』（2022年・千早茜）- 石見銀山が舞台[17]。

## 著名な出身者

### 政治家
- 加藤公平（政治家・教育者）
- 堀久太郎（政治家・実業家）
- 恒松隆慶（政治家・実業家）
- 三浦靖（政治家）
- 恒松安夫（政治家・元島根県知事・歴史学者）
- 恒松制治（政治家・経済学者・元島根県知事・第5代獨協大学学長）
- 竹下虎之助 （政治家・元広島県知事）

### 実業家
- 岩谷直治（実業家・岩谷産業創始者）
- 岩谷直幸（経営コンサルタント・マッキンゼー・アンド・カンパニー日本支社長）
- 川北禎一（銀行家・日本銀行副総裁・日本興業銀行頭取）
- 坂口二郎（実業家・初代ユニチカ社長）
- 和田淑弘（実業家）

### 学者
- 井上豊太郎（眼科医）
- 山内晋卿（漢文学者）
- 辻寛治（医学者）
- 宮脇富（畜産学者）
- 三谷好憲（宗教哲学者・元京都産業大学教授）
- 吾郷清彦（古代史研究家）
- 吾郷寅之進（国文学者）
- 清水憲一（歴史学者）
- 谷口裕信（歴史学者）

### 文化人
- 山根幹人（映画監督）
- 難波利三（作家）
- 林春生（作詞家）
- 高松伸（建築家）
- 藤井保（写真家）
- こうま・すう（漫画家）
- 井上道砂因碩（囲碁棋士）
- 井上因砂因碩（囲碁棋士）
- 本因坊道策（囲碁棋士）

### スポーツ
- 石谷訓啓（元大毎オリオンズ・東京オリオンズ選手）
- 福間納 （元阪神タイガース投手）
- 山内新一（元読売ジャイアンツ・南海ホークス投手）
- 嘉地久晴（プロレスラー）
- 三瓶山征夫（大相撲力士）
- 忍の山剛（大相撲力士）
- 大野陽子 （柔道選手）
- 松本善登（元中央競馬会騎手）

### 芸能・マスコミ
- 巨勢典子（ピアニスト）
- 近藤夏子（シンガーソングライター）
- 吾郷水木生（ミュージシャン・navy&ivoryのメンバー）
- 梶谷美由紀（歌手）
- 奥村亜希（TSK山陰中央テレビアナウンサー）
- 福田仁志（NKT日本海テレビアナウンサー）
- 宮根誠司（フリーアナウンサー）
- 柿迫秀（オペラ歌手・THE LEGENDのメンバー）
- 岩崎浩（トロンボーン奏者、Sliding Cafeプロデューサー）

### その他
- 浅原才市（妙好人）
- 岩谷九十老（篤志家）
- 岡トヨ（1975年第25回フローレンス・ナイチンゲール紀章受賞者）